# Methods of Mayhem
Methods of Mayhem fue una banda estadounidense de rap metal formada en 1999 por el baterista de Mötley Crüe, Tommy Lee.
En la banda aparecen colaboraciones de Fred Durst, the Crystal Method, Kid Rock, Snoop Dogg, Lil' Kim, George Clinton y Mix Master Mike. Su álbum debut fue lanzado a finales de 1999 y obtuvo la certificación de Oro. 
Fue el primer proyecto de Lee luego del divorcio con la actriz Pamela Anderson. La mayoría de las canciones fueron escritas por él en su estancia en la cárcel. 

## Músicos
- Stephen Perkins
- Tommy Lee
- TiLo
- Kai
- Chris Chaney
- DJ Aero

## Discografía

### Álbumes
- Methods of Mayhem (1999)
- A Public Disservice Announcement (2010)

### Sencillos
- Get Naked (2000)
- New Skin (2000)